# 阿勒頗伊蒂哈德體育會
阿勒頗伊蒂哈德體育會（阿拉伯语：نادي الاتحاد الرياضي الحلبي；Al-Ittihad Sports Club of Aleppo），一般簡稱「阿勒頗聯」，是一間位於敘利亞阿勒頗的職業足球會。成立於1949年，現於敘利亞足球超級聯賽角逐。隊名中الإتحاد是阿拉伯語，意思是「聯」(United)。

## 成就
- 敘利亞足球超級聯賽: 7

冠軍: 1967, 1968, 1977, 1993, 1995, 2005, 2025
- 敘利亞盃: 9

冠軍: 1965, 1973, 1982, 1984, 1985, 1994, 2005, 2006, 2011
- 亞洲足協盃: 1

冠軍: 2010

### 在亞冠比賽的表現
- 亞洲盃賽冠軍盃: 1 次

1986: 第4名
- 亞洲聯賽冠軍盃: 5 次

2002–03: 西亞區 - 第3輪
2006: 小組賽階段
2007: 小組賽階段
2008: 小組賽階段
2011: 預選賽淘汰賽
- 亞洲足協盃: 3 次

2010: 冠軍
2011: 小組賽階段
2012: 小組賽階段

## 外部連結
- （阿拉伯文） Official site （页面存档备份，存于）
- （阿拉伯文） Al Ittihad Fans society website